# Daniel Sibaja
Daniel Andrés Sibaja González (Ecatepec de Morelos, Estado de México; 13 de abril de 1989) es un político mexicano, militante del partido MORENA. Desempeña el cargo de Secretario de Movilidad del Estado de México desde el 16 de septiembre de 2023 en la administración de la gobernadora Delfina Gómez Álvarez.
Sibaja es licenciado en Ciencias Políticas y Administración Pública con especialidad en Administración Pública en la Universidad Nacional Autónoma de México (UNAM). Tiene una maestría en Comunicación Política y Gobernanza Estratégica por la Universidad George Washington (George Washington University).

## Trayectoria política
Daniel Sibaja cuenta con una trayectoria profesional en el sector público, con un enfoque principal en la administración estatal, el asesoramiento legislativo, el análisis político, así como de transparencia y rendición de cuentas.
Sus inicios en la política se remontan a 2009, cuando fue miembro del Grupo de líderes juveniles compuesto por estudiantes y profesionistas de diversas universidades de México.
Entre septiembre de 2012 y febrero de 2018, trabajó como asesor de temas internacionales y analista de contenido político y económico en la Jefatura de Oficina del Senado de la República. Posteriormente, en 2018, ocupó el cargo de secretario técnico de la coordinación del Grupo Parlamentario de Morena en la Cámara de Diputados. Durante la campaña presidencial de Andrés Manuel López Obrador en 2018 colaboró en el área de Comunicación Digital.
Entre enero de 2019 a julio de 2021, ejerció como Síndico del H. Ayuntamiento de Ecatepec, donde fue responsable de la supervisión de los recursos públicos. Destaca su posicionamiento en defensa de los derechos de las y los trabajadores del ayuntamiento que fueron despedidos durante la administración del 2020, así como la propuesta de reducción del número de síndicos y regidores en el cabildo.
Desde 2021 hasta 2023, fue Diputado Local en la LXI Legislatura del Estado de México, enfocándose en el problema del desabasto de agua en Ecatepec y en la lucha contra la corrupción. Presentó la iniciativa para la tipificación del robo de agua como delito grave y para la instalación de sistemas de capacitación de agua; así como una auditoría al programa conocido como “Salario Rosa”.
En 2023, fue designado como Secretario de Movilidad, cargo que ocupa actualmente.

## Contribuciones de Daniel Sibaja en el Desarrollo del Transporte Público en el Estado de México

### Expansión delMexicable
Desde 2013 se han planteado iniciativas para la creación de una Línea 3 del Mexicable, sin embargo, ninguna se había materializado hasta el anuncio de Daniel Sibaja en 2023. Esta nueva línea se extenderá a lo largo de 9.6 kilómetros y contará con 10 estaciones. Partiendo desde la estación Cuatro Caminos en Naucalpan, la línea troncal avanzará seis estaciones antes de dividirse en dos rutas: una dirigida hacia Izcalli Chamapa y la otra hacia Lomas El Cadete. 

### Expansión del Metromex
Como parte del Plan Colibrí, el gobierno del Estado de México ha revelado sus planes para la construcción de la Línea 2 de Metromex. Esta línea conectará Cuatro Caminos en Naucalpan con el municipio de Tlalnepantla, siguiendo un trazado paralelo al Anillo Periférico y facilitando conexiones con otras estaciones del Metromex. Daniel Sibaja ha precisado los detalles de este proyecto, destacando su importancia para mejorar la movilidad en la región y promover el desarrollo urbano sostenible. 

### Modernización delMexibus
En un esfuerzo por mejorar la movilidad urbana, se anunció en 2024 la introducción de una flota de unidades 100% eléctricas al servicio de la Línea 2 del Mexibus. Daniel Sibaja ha señalado que estas unidades operarán en modo "exprés" a lo largo de la autopista urbana Siervo de la Nación, reduciendo así el número de paradas y mejorando la eficiencia del servicio. 

### Transformación del Transporte Público enToluca
Con el objetivo de combatir la contaminación y promover una movilidad más segura y sostenible, ha surgido un clamor ciudadano para una reestructuración integral del transporte público en Toluca. Se están implementando diversas medidas, entre las cuales destacan la creación de rutas interconectadas de BRT o Metrobús, siguiendo el exitoso modelo del Mexibus. Daniel Sibaja ha anunciado en 2024 la integración de autobuses completamente eléctricos, respaldado por la reciente aprobación de la Ley de Movilidad.